# Крюковці (Мурашинський район)
Крю́ковці (рос. Крюковцы) — присілок у складі Мурашинського району Кіровської області, Росія. Входить до складу Мурашинського сільського поселення.
Населення становить 7 осіб (2010, 59 у 2002).
Національний склад станом на 2002 рік — росіяни 95 %.